# Haploglenius dupuyi
Haploglenius dupuyi är en insektsart som beskrevs av Navás 1923. Haploglenius dupuyi ingår i släktet Haploglenius och familjen fjärilsländor. Inga underarter finns listade i Catalogue of Life.